# Olivier Fortamps
Olivier Fortamps (Ottignies, 10 juni 1978) is een Belgisch waterskiër.

## Levensloop
Fortamps werd op vijfjarige leeftijd actief in de sport.
In 2005 behaalde hij brons op de Europese kampioenschappen in het Oostenrijkse Linz in het onderdeel 'figuren' en in 2015 werd hij te Parijs Europees kampioen in deze discipline. 
Op de Wereldspelen van 2017 in het Poolse Wrocław ten slotte behaalde hij brons in het onderdeel 'figuren'.

## Palmares
| Kampioenschap             | Locatie                              | Jaar                     | Plaats          |
| ------------------------- | ------------------------------------ | ------------------------ | --------------- |
| Europese kampioenschappen | Linz Skarnes Recetto Ioannina Parijs | 2005 2011 2012 2013 2015 | 3e 5e 11e 7e 1e |
| Wereldkampioenschappen    | Parijs                               | 2017                     | 14e             |
| Wereldspelen              | Cali Wrocław Birmingham              | 2013 2017 2022           | 8e 3e 5e        |